# Exploración del sistema solar

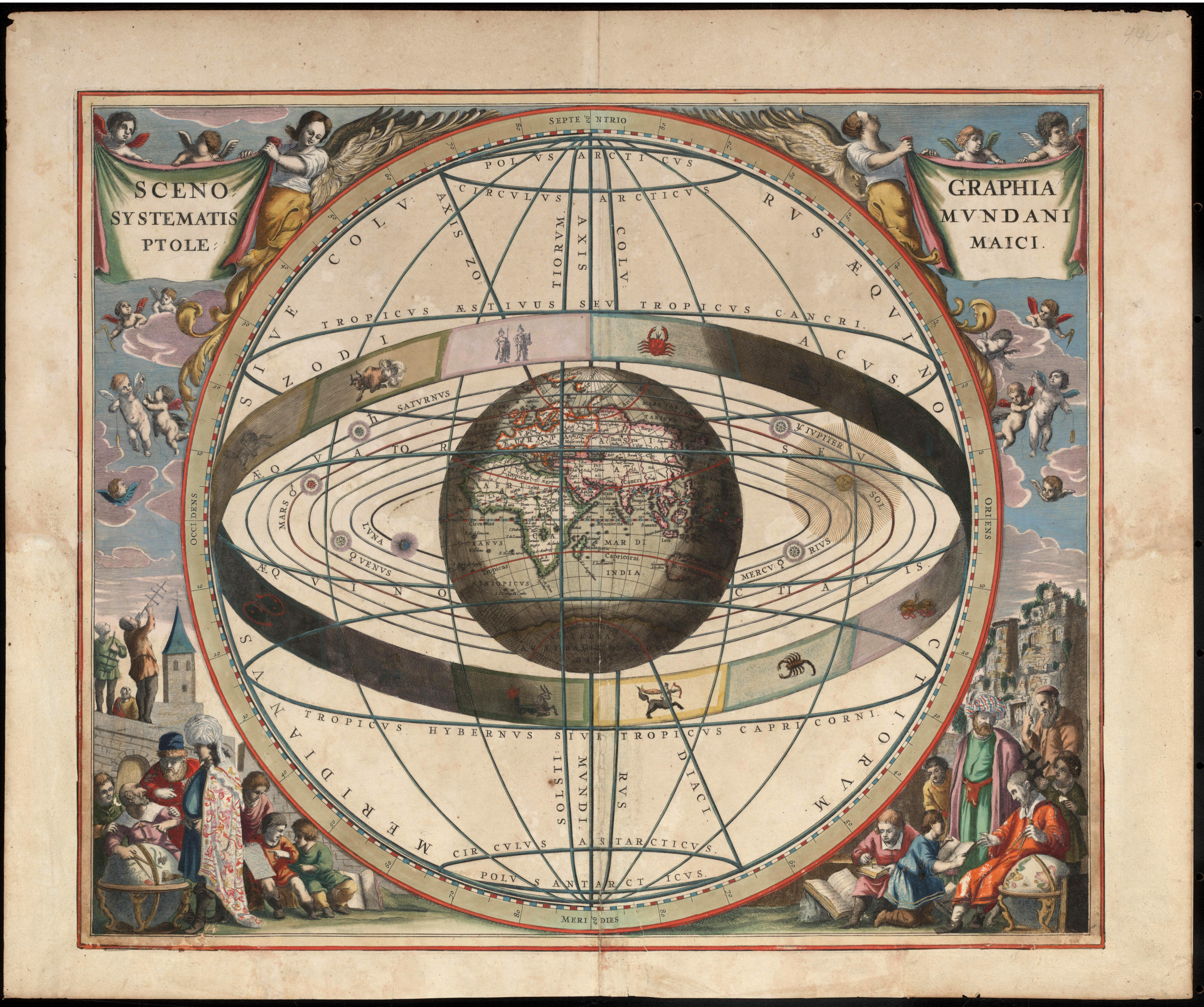
El comienzo de la era espacial

Desde el comienzo de la era espacial se han realizado numerosas misiones no tripuladas de exploración del sistema solar. La primera sonda espacial que aterrizó en otro cuerpo del sistema solar fue la sonda soviética Luna 2 que impactó en la Luna en 1959 casi al comienzo de la carrera espacial. Desde entonces se han alcanzado cuerpos del Sistema Solar progresivamente más lejanos con sondas impactando en Venus en 1965, Marte en 1971, aterrizando en la Luna en 1966, Venus en 1970, Marte en 1976 (1971 si contamos el aterrizaje de la Mars 3), el asteroide Eros en el 2001 y Titán en el 2005. Numerosos programas espaciales han desarrollado orbitadores capaces de explorar los planetas cercanos como Marte, Venus, Júpiter o Saturno.
La primera sonda que exploró los planetas exteriores fue la sonda Pioneer 10 que realizó un sobrevuelo sobre Júpiter en 1973. Pioneer 11 fue la primera sonda que visitó Saturno, en 1979 y poco después las sondas Voyager 1 y Voyager 2 visitaron Júpiter y Saturno entre los años 1979 y 1981. Tanto la Voyager 1 como las sondas Pioneer fueron propulsadas en órbitas que las alejaban de otros cuerpos del sistema solar pero la Voyager 2 pudo aproximarse a Urano en 1986 y Neptuno en 1989 haciendo uso de maniobras de asistencia gravitacional al aprovechar sus pasos por cada uno de los planetas visitados. Ambas sondas Voyager se encuentran en la actualidad más allá de la órbita de Plutón, atravesando la heliopausa (que marca los límites del Sistema Solar). El 25 de agosto de 2012 Voyager 1 logró cruzar al espacio interestelar tras atravesar dicha heliopausa y el 5 de noviembre de 2018 su gemela, la Voyager 2 también lo logró.
De los planetas enanos, Plutón será visitado hacia julio de 2015 por una nave no tripulada, New Horizons, de la Agencia Espacial Americana (NASA), lanzada el 19 de enero de 2006. La Misión Dawn, lanzada el 27 de septiembre de 2007 visitará Ceres también en 2015.
La exploración espacial tripulada del Sistema Solar se ha limitado a misiones en órbitas cercanas a la Tierra y en las visitas a la Luna efectuadas durante el programa Apolo con los últimos vuelos tripulados a nuestro satélite efectuados en el año 1972. En la actualidad se anticipan misiones tripuladas a Marte en programas ambiciosos planteados a muy largo plazo y denominados Programa Aurora en Europa (ESA) y Vision for Space Exploration (NASA).

## Hitos en la exploración del sistema solar
- Luna 1 - 1959 primera sonda espacial que se aproximó a otro cuerpo del sistema solar, pasó a 5990 kilómetros de la Luna
- Luna 2 - 1959 primer objeto humano sobre la superficie de otro cuerpo del sistema solar, se estrelló en la Luna
- Luna 3 - 1959 primera sonda espacial que fotografía la cara oculta y hasta ese momento desconocida de la Luna
- Venera 1 - 1961 primera sonda espacial que se aproximó a un planeta del sistema solar, pasó a 100 000 kilómetros de Venus
- Mariner 2 - 1962 primera exploración de Venus
- Mars 1 - 1963 primera sonda espacial que se aproximó a Marte
- Venera 3 - 1965 primer objeto humano sobre la superficie de otro planeta, se estrelló en Venus
- Mariner 4 - 1965 primera exploración de Marte
- Luna 9 - 1966 primer aterrizaje en la Luna
- Apolo 8 - 1968 primera misión tripulada de ida y vuelta a un mundo distinto de la Tierra, la Luna.
- Apollo 11 - 1969 primer alunizaje tripulado en la Luna
- Venera 7 - 1970 primer aterrizaje en Venus
- Mars 2 - 1971 primer objeto humano estrellado sobre Marte
- Mars 3 - 1971 primer aterrizaje en Marte
- Pioneer 10 - 1972 primera exploración de Júpiter
- Mariner 10 - 1974 primera exploración de Mercurio
- Viking 1 - 1976 primera exploración prolongada desde la superficie de Marte
- Pioneer 11 - 1979 primeras exploraciones de Saturno
- Voyager 1 - 2012 primera en alcanzar el espacio interestelar
- Voyager 2- 1986 primera exploración de Urano
- Voyager 2 - 1989 primera exploración de Neptuno
- NEAR - 2001 primer aterrizaje en Eros
- Hayabusa - 2005 primer aterrizaje en Itokawa
- Huygens - 2005 primer aterrizaje en Titán
- Rosetta - 2014 primer aterrizaje en un cometa
- New Horizons - 2015 primera exploración de Plutón, 2019 primera exploración del objeto transneptuniano Ultima Thule

Otros programas posteriores de exploración son el Phobos, soviético a Marte, los estadounidenses Galileo a Júpiter y Venus, Magallanes a Venus, y el europeo Ulysses a Júpiter y Sol